# Trimithis

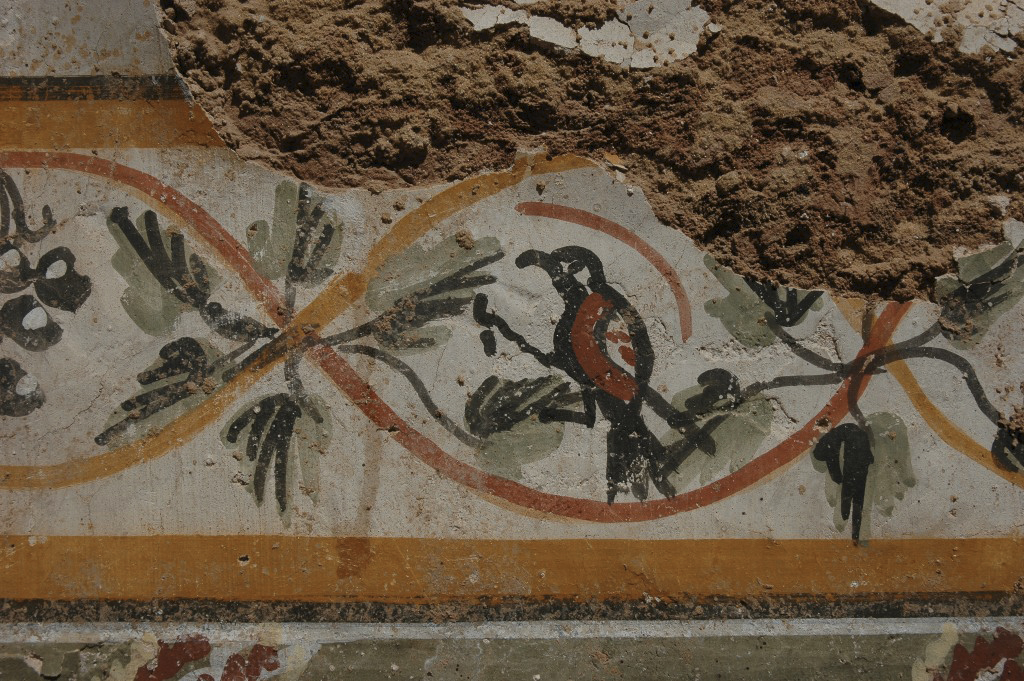
Restos de decoración parietal en Trimithis.

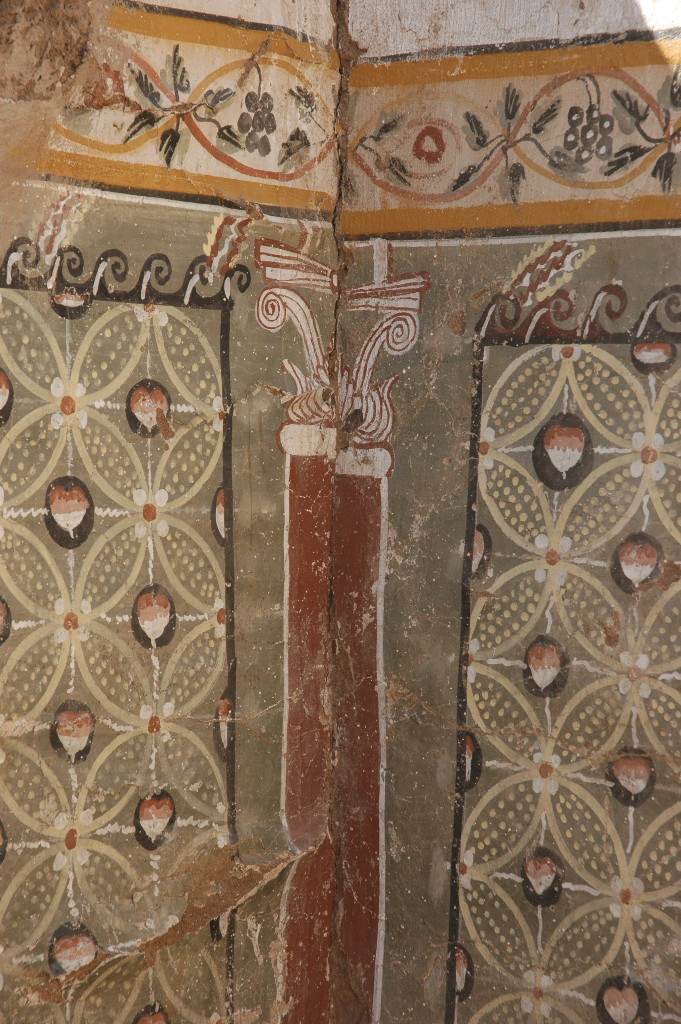
Detalle de pinturas parietales interiores en Trimithis.

Trimithis (griego: Τριμιθις) fue una antigua ciudad egipcia situada en el oasis de Dajla, en el desierto occidental. El emplazamiento actual de la ciudad se conoce como Amheida (árabe: أمحيدة), que se encuentra en la gobernación egipcia del Nuevo Valle. En la época del Antiguo Egipto, el lugar se llamaba Set-waḥ (s.t-wꜢḥ, “el lugar de descanso”). El nombre griego de la ciudad, Trimithis, procede del copto: Trimhite, que significa "almacén del norte". El nombre árabe moderno, también, Amhâdeh o Amhida, deriva probablemente del griego o del copto.

## Yacimiento arqueológico
En Amheida se han encontrado restos arqueológicos del Reino Antiguo de Egipto. Los fragmentos de cerámica encontrados en las excavaciones arqueológica datan del período comprendido entre el Reino Antiguo y el período romano tardío.
Durante el Imperio Nuevo de Egipto hubo un templete y también se ha encontrado una estela de Seti II (dinastía XIX). El templo local, dedicado a Thot, "Señor de Hermópolis", ya existía en la dinastía XXIII, como lo demuestra un bloque de arenisca que lleva el nombre de Petubastis I. En la dinastía XXVI, el templo recibió un nuevo santuario, en el que se conservan los nombres de los reyes Necao II, Psamético II y Amasis.
La población aumentó exponencialmente bajo el dominio romano. Trimithis se convirtió en una reconocida polis. Decayó rápidamente durante la Antigüedad tardía. La ciudad romana se construyó en torno al templo de Thot. Incluyendo su cementerio, cubría un área de, al menos, 2,5 por 1,5 kilómetros.
Bernardino Drovetti describió el lugar en 1821. John Gardner Wilkinson, lo visitó en 1825 y fue el primero en registrar su nombre moderno: Lémhada, en 1843. En 1963, Ahmed Fakhry inició excavaciones arqueológicas en el yacimiento.
En 2013-2014, el egiptólogo holandés Olaf E. Kaper descubrió un portal del templo con el nombre de Petubastis Seheribre. Sugirió que el príncipe y antirrey Petubastis Seheribre podría haber derrotado desde aquí al ejército del Gran Rey persa y del rey egipcio Cambises II. 
Los restos de asentamiento visibles hoy en día pertenecen a la ciudad grecorromana de Trimithis. El tamaño de la zona indica que probablemente fuera el lugar de residencia de entre 5.000 y 10.000 habitantes a finales de la Antigüedad. La carta de fundación de una polis está documentada desde el año 304. La ciudad contaba con extensos cementerios con capillas funerarias de adobe, incluidos dos enterramientos con pirámides de adobe. Entre los edificios residenciales descubiertos destaca el del acaudalado Serenus, que tenía pinturas murales con escenas mitológicas.
En 2023 se ha excavado una iglesia cristiana copta de tipo basilical, de mediados del siglo IV que tiene la particularidad de contener las criptas funerarias más antiguas de Egipto, encontradas hasta este momento.